# Chamaecrista comosa
Chamaecrista comosa är en ärtväxtart som beskrevs av Ernst Meyer. Chamaecrista comosa ingår i släktet Chamaecrista och familjen ärtväxter. Inga underarter finns listade i Catalogue of Life.